# Вентури, Адольфо
Адольфо Вентури (итал. Adolfo Venturi; 4 сентября 1856, Модена — 10 июня 1941, Санта-Маргерита-Лигуре, близ Генуи) — итальянский историк искусства, профессор Римского университета.

## Биография
Родился 4 сентября 1856 года в Модене, где и получил образование, в Институте изящных искусств. Ученик и последователь Дж. Б. Кавальказелле. С 1878 года работал куратором в галерее Эсте в Модене. 
В 1888 году был назначен генеральным инспектором в Академии изящных искусств в Риме. В 1888 году совместно с Доменико Гноли основал журнал «Archivio storico d’arte» (с 1898 года «L’Arte»). До 1940 года является редактором этого журнала, в нём ежегодно появлялись десятки статей Вентури, затрагивающих самые различные области итальянского искусства. 
В 1896—1931 был заведующим искусствоведческой кафедры в Римском университете.
В 1924 году он был назначен сенатором Королевства Италии; 1 января 1925 года вступил в Национальную фашистскую партию
Написал монографии об отдельных художниках и произведениях искусства («I due Dossi», 1890; «Le gallerie nazionali italiane, notizie e documenti», 1894—1902) и иконографических обзоров («La Madonna», 1900). С 1901 года приступил к изданию монументальной «Истории итальянского искусства» 25 томах. Труд этот, дающий широкий охват материала, является ценнейшим вкладом в науку; написан в простой, изящной форме. Из школы Вентури вышли многие итальянские искусствоведы, среди них его сын Л. Вентури и Роберто Лонги.

## Сочинения
- Storia dell’arte italiana. — Milano, 1901—1940. Vol. 1—11.